# Halberstadt C.V
L'Halberstadt C.V era un ricognitore biplano biposto sviluppato dall'azienda tedesco imperiale Halberstädter Flugzeugwerke GmbH nei tardi anni dieci del XX secolo e prodotto, oltre che dalla stessa, su licenza dalla Automobil und Aviatik AG, dalla Bayerische Flugzeugwerke (BFW) e dalla Deutsche Flugzeugwerke (DFW).
Utilizzato principalmente dai reparti della Luftstreitkräfte, la componente aerea del Deutsches Heer (l'esercito imperiale tedesco), durante le fasi finali della prima guerra mondiale nel ruolo di fotoricognitore d'alta quota, rimase in servizio anche dopo la fine del conflitto nelle aeronautiche militari di Estonia, Lettonia e Svizzera.

## Storia del progetto
All'inizio del 1918 la situazione dell'Impero tedesco nel contesto del conflitto appariva sempre più sfavorevole anche a causa della spinta tecnologica che il settore degli armamenti aveva, pur su entrambi i fronti, velocemente sviluppato ma che nelle nazioni alleate alla Triplice intesa appariva in vantaggio per qualità e quantità.
In questo contesto l'Idflieg, l'organo che era deputato alla gestione dell'aviazione militare dell'esercito, avviò quindi un programma chiamato "America Programme" con lo scopo di espandere le capacità dei propri reparti aumentandone il numero ed i velivoli a disposizione. Una specialità che si era sviluppata e che era ritenuta primaria per la gestione tattica e strategica del conflitto era quella della fotoricognizione aerea che permetteva di fornire fotografie del campo di battaglia per poter essere velocemente esaminate dagli ufficiali superiori. Gli ottimi risultati acquisiti con il Rumpler C.VII nella sua versione identificata come "Rubild" (o "Rubilt"), dove il secondo abitacolo accoglieva non più un osservatore/mitragliere ma era occupato da una fotocamera dotata di dispositivo di scatto automatico, suggerì di avviare lo sviluppo di un nuovo modello destinato allo stesso ruolo e che, grazie alle sue caratteristiche tecniche, potesse volare ad alta quota al limite della normale gittata delle armi contraerei e della quota operativa degli aerei da caccia nemici.
L'Halberstädter Flugzeugwerke affidò il progetto alla direzione del suo capoprogettista Karl Theiss che, attingendo alle esperienze acquisite sui precedenti modelli, sviluppò un velivolo destinato alla ricognizione (e fotoricognizione) aerea ad alta quota ed a lungo raggio (Fernerkunder) dall'impostazione classica, monomotore a configurazione traente con struttura in legno ricoperta sulla fusoliera di pannelli in compensato, velatura biplana con copertura in tela trattata, impennaggio monoderiva e carrello fisso. A tale scopo venne scelta la stessa motorizzazione del predecessore Halberstadt C.IV dotata però di compressore meccanico, il Benz Bz.IVü da 220 PS (162 KW), il quale, grazie a questa particolarità, riusciva a funzionare correttamente anche ad alta quota mantenendo una sufficiente potenza per poter gestire un velivolo. Strutturalmente appariva simile al precedente C.IV se non per le dimensioni, proporzionalmente aumentate, e per la sostituzione dell'unico abitacolo biposto in tandem per una soluzione più classica, con due separati destinati al pilota, quello anteriore, ed all'osservatore/mitragliere/fotografo, quello posteriore, dotato sul fondo di un'apertura scorrevole lateralmente per poter posizionare l'obbiettivo della fotocamera mentre sorvolavano il territorio nemico. Le ali, con struttura bilongherone, vennero ottimizzate per il volo ad alta quota e caratterizzate quindi da un elevato allungamento alare, inusuale per un biplano, collegate tra loro da una coppia di montanti "ad N", due per lato, integrati con tiranti in cavetto d'acciaio. Simili al C.IV invece l'aspetto nella zona anteriore, con il caratteristico impianto di scarico che si sviluppava verso l'alto per far fuoriuscire i gas di scarico al di sopra dell'ala superiore, e nel carrello d'atterraggio, anche qui soluzione classica, biciclo anteriore fisso, con ruote collegate da un assale rigido integrato posteriormente da un pattino d'appoggio ammortizzato posto sotto la coda.
Il prototipo, 1246/18, venne inviato per essere sottoposto a valutazione ad Adlershof, dove una serie di prove di volo tra il 26 marzo ed il 22 aprile del 1918 si conclusero con la distruzione dell'esemplare durante i test statici e l'approvazione da parte della commissione Idflieg all'avvio della produzione in serie. A causa dell'estrema necessità di disporre di esemplari nel più breve tempo possibile la produzione venne assegnata, oltre che alla Halberstädter Flugzeugwerke di Halberstadt, su licenza alla Automobil und Aviatik prodotti negli stabilimenti di Friburgo in Brisgovia (identificati come C.V (Av.)), dalla Bayerische Flugzeugwerke (BFW) di Monaco di Baviera (identificati come C.V (Bay.)) e dalla Deutsche Flugzeugwerke (DFW) di Lindenthal, ora integrato nel tessuto urbano di Lipsia, (identificati come C.V (Dfw.)). Al termine della produzione tra l'azienda che lo sviluppò e le subappaltatrici furono circa 550 gli esemplari complessivamente realizzati.

## Impiego operativo
L'Halberstadt C.V entrò in servizio con i reparti di ricognizione aerea della Luftstreitkräfte durante l'estate 1918 affiancando i Rumpler C.VII durante tutto l'arco del conflitto che si sarebbe concluso dopo pochi mesi. Gli equipaggi impegnati in missioni di rilevazione fotografica sul territorio nemico furono costretti ad operare in condizioni estremamente difficili a causa del costante incremento delle attività belliche avversarie.
Durante questa fase alcuni esemplari vennero catturati dalle truppe in avanzata o portati in volo fino ai Paesi Bassi, che si mantennero neutrali, venendo spesso requisiti dal personale militare. Al termine del conflitto la maggior parte degli esemplari ancora in condizioni di volo presenti in territorio tedesco subirono le comuni sorti imposte dalle clausole del Trattato di Versailles che con la distruzione, lo smantellamento e l'assegnazione di alcuni modelli come risarcimento dei danni causati dalla guerra, impedì alla nuova realtà nazionale istituita dopo lo smembramento dell'Impero, ricordata come Repubblica di Weimar, di mantenere un'aviazione militare. Dopo il 1918 erano presenti alcuni esemplari in Estonia, Lituania, Paesi Bassi, Polonia, Svizzera ed Ucraina.
Nel 1922 la nascente Unione Sovietica riuscì ad acquistarne 18 esemplari, identificati dai numeri di produzione 2430-2435, 2437, 2440, 2441 (forse 2430-2441), 2792/1216/18, 2799, 2808 e 1358/3460/18. Arrivati al porto di Leningrado a bordo del piroscafo Hansdorf il 2 giugno, furono in seguito consegnati al primo Otdel'nyi razvedivatel'nyi aviatsionnyi otryad basato a nord di Leningrado, reparto di ricognizione aerea dell'Armata Rossa nell'allora Repubblica Socialista Federativa Sovietica Russa, prestando servizio di prima linea durante le ultime fasi della guerra civile russa. Vennero ben presto relegati a compiti di seconda linea, dal 1923, utilizzati per breve tempo come aereo da addestramento dalla Voenno-Tekhnicheskaya Shkola di Leningrado per la formazione dei nuovi equipaggi che andranno a formare la Voenno-vozdušnye sily SSSR, l'aeronautica militare dell'Unione Sovietica.

## Esemplari attualmente esistenti
Un singolo C.V (S/No. 3471/18) è esposto al pubblico in Belgio, conservato presso le strutture museali del Musée Royal de l'Armée et d'Histoire Militaire di Bruxelles.

## Utilizzatori
Estonia
- Eesti Õhuvägi

 Germania
- Luftstreitkräfte

 Lettonia
- Latvijas Gaisa spēki

 Svizzera
- Forze aeree svizzere

 RSFS Russa
- Raboče-Krest'janskij Krasnyj vozdušnyj flot

 Unione Sovietica
- Voenno-vozdušnye sily SSSR

### Riviste
- (EN) F. Gerdessen, Estonian Air Power 1918 - 1945, in Air Enthusiast, No 18,  April - July 1982,  pp. 61-76, ISSN 0143-5450 (WC · ACNP).